# Piticchio
Piticchio is een dorp in Italië dat rond 1200 is gesticht. Het dorp ligt in de gemeente Arcevia in de gebergte van Apennijnen. In het dorp wonen 53 mensen.
Piticchio is in Nederland voornamelijk bekend vanwege het televisieprogramma De Italiaanse Droom.

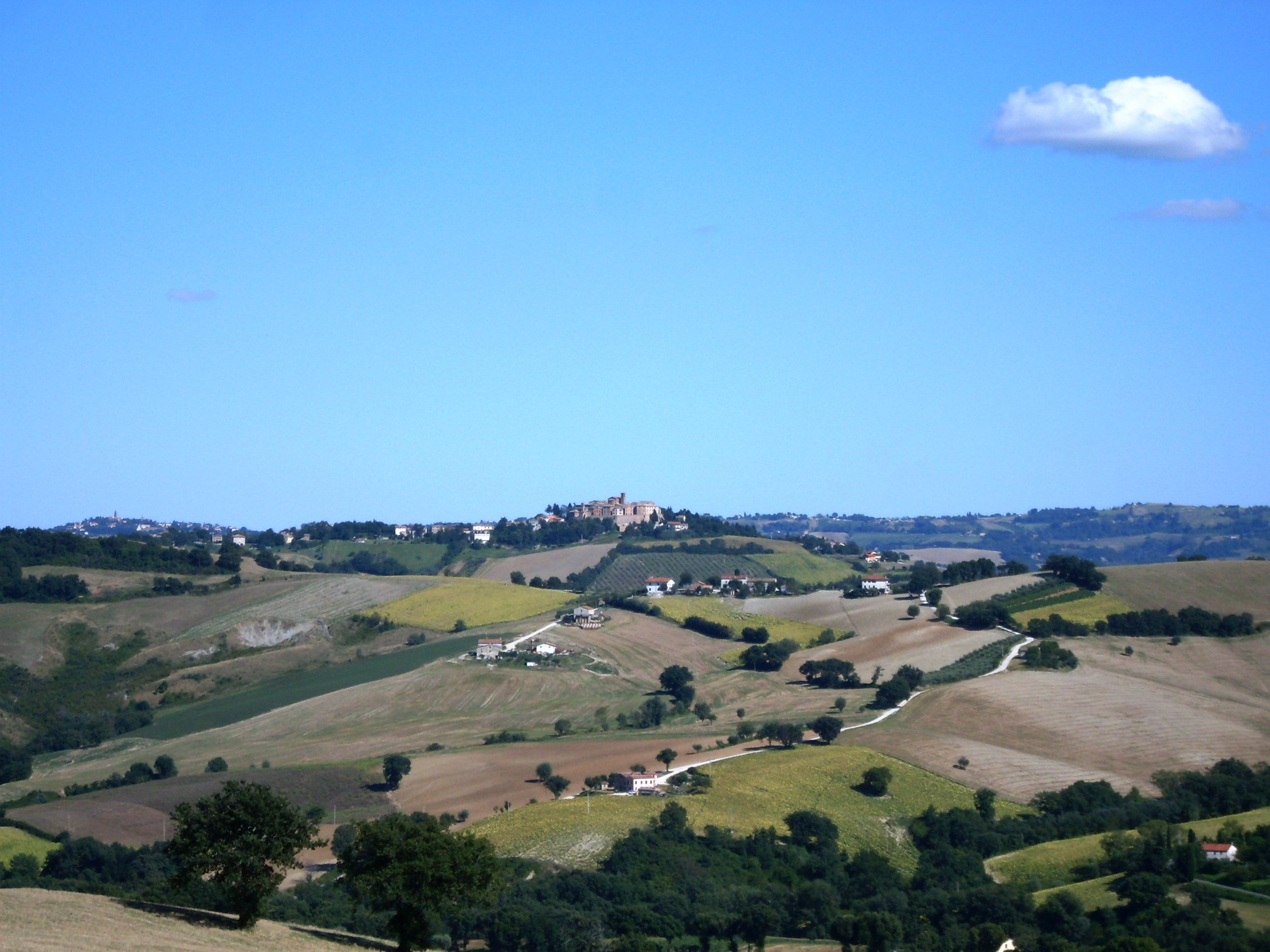
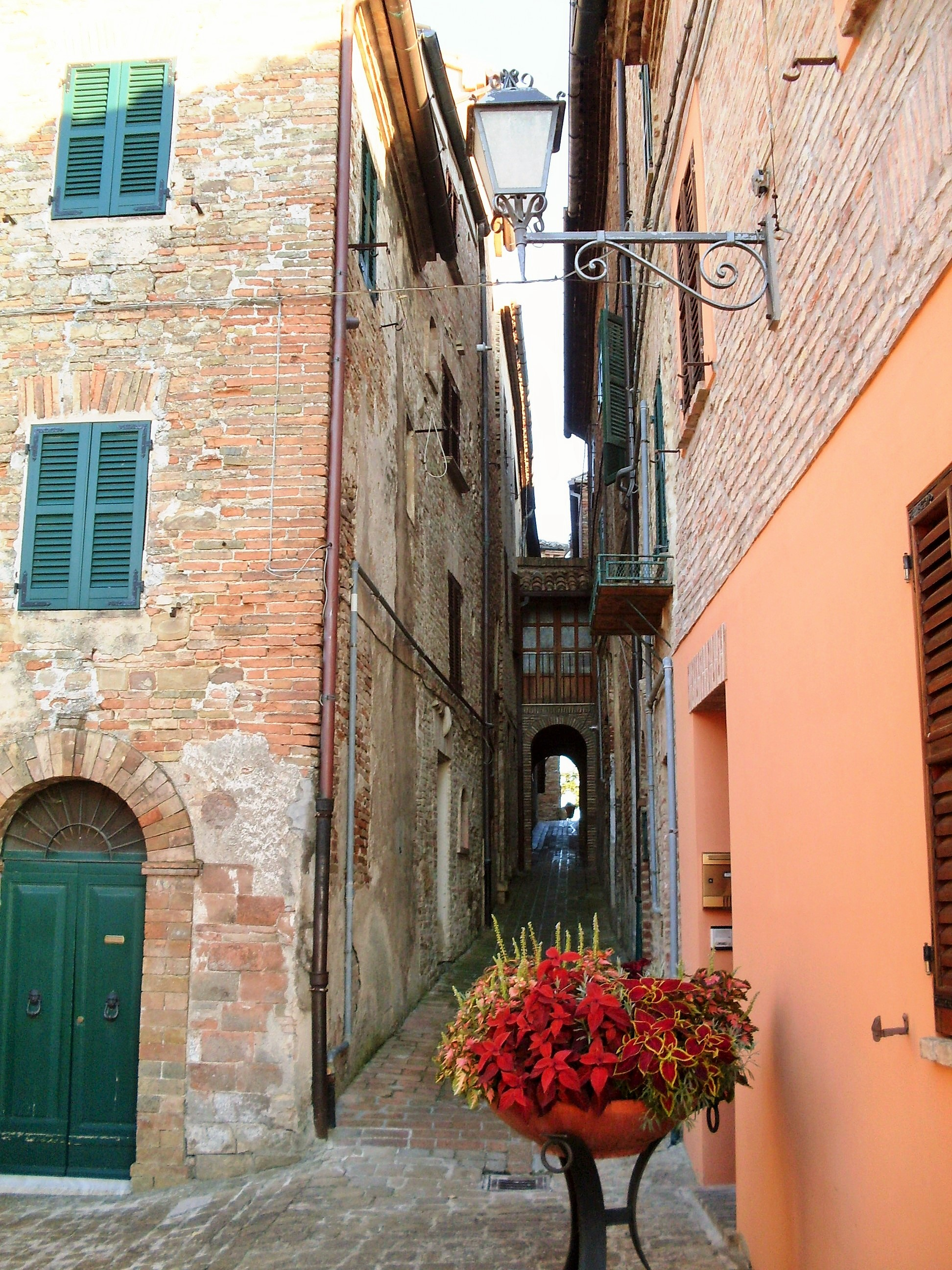
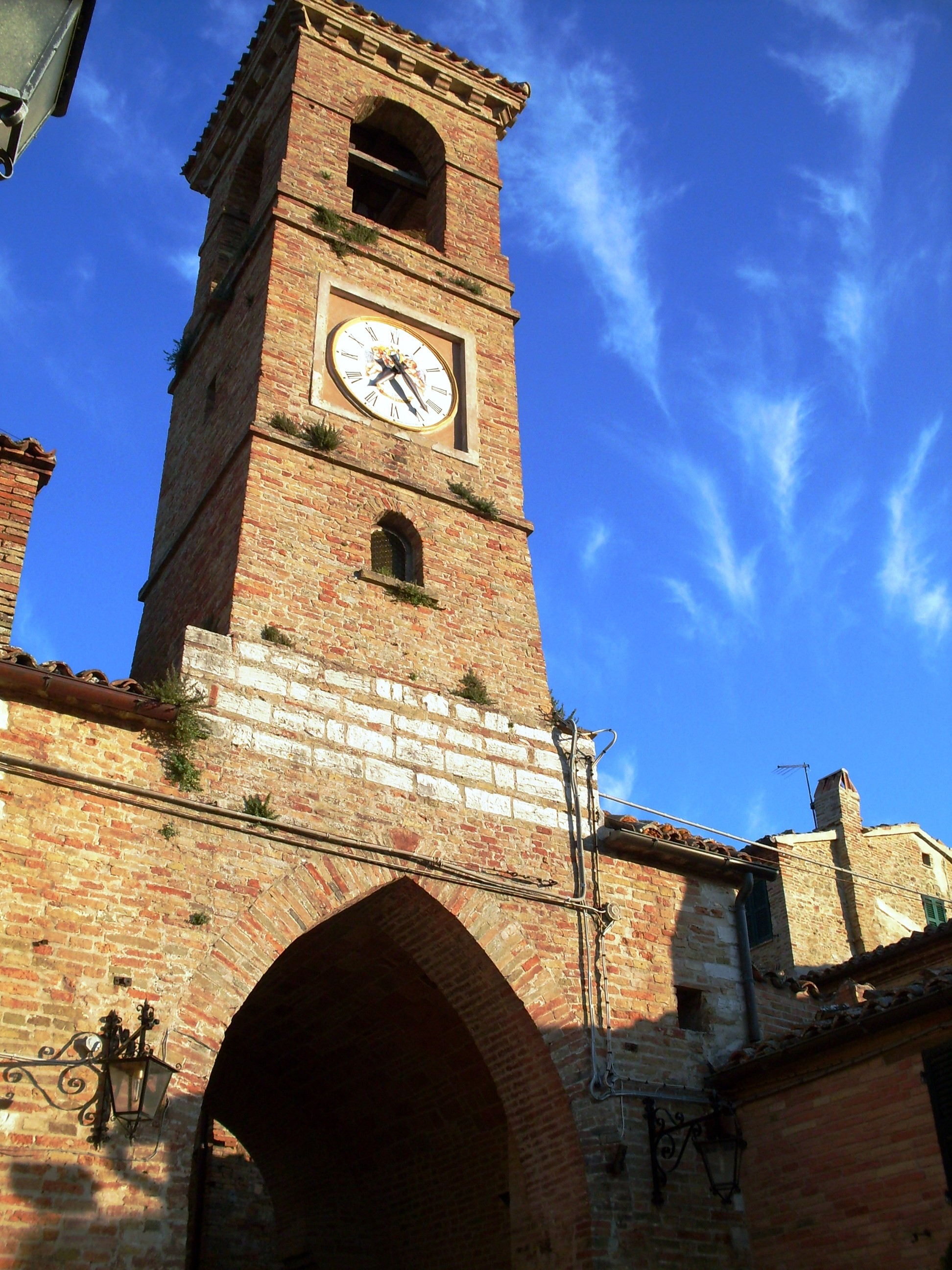
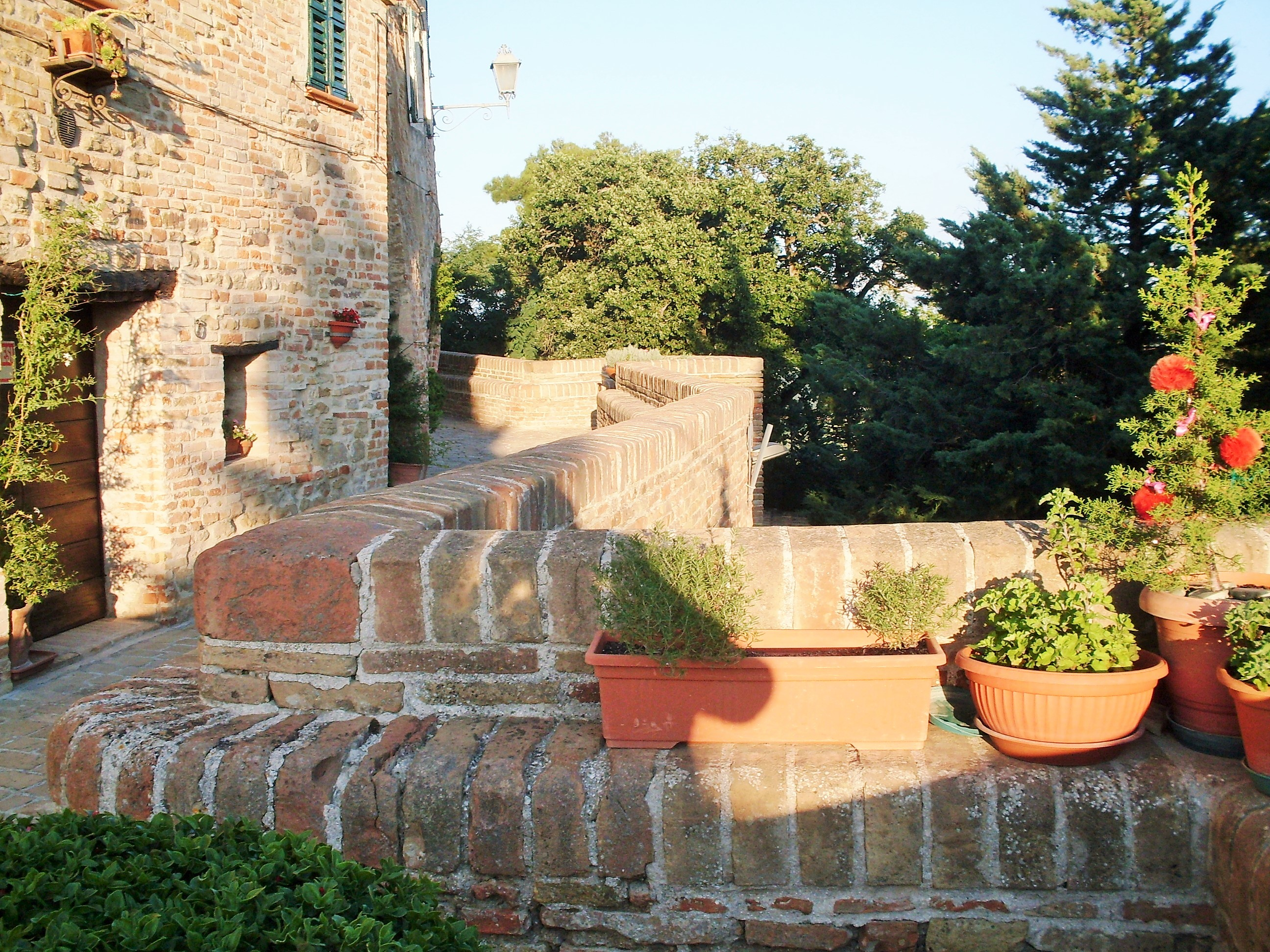
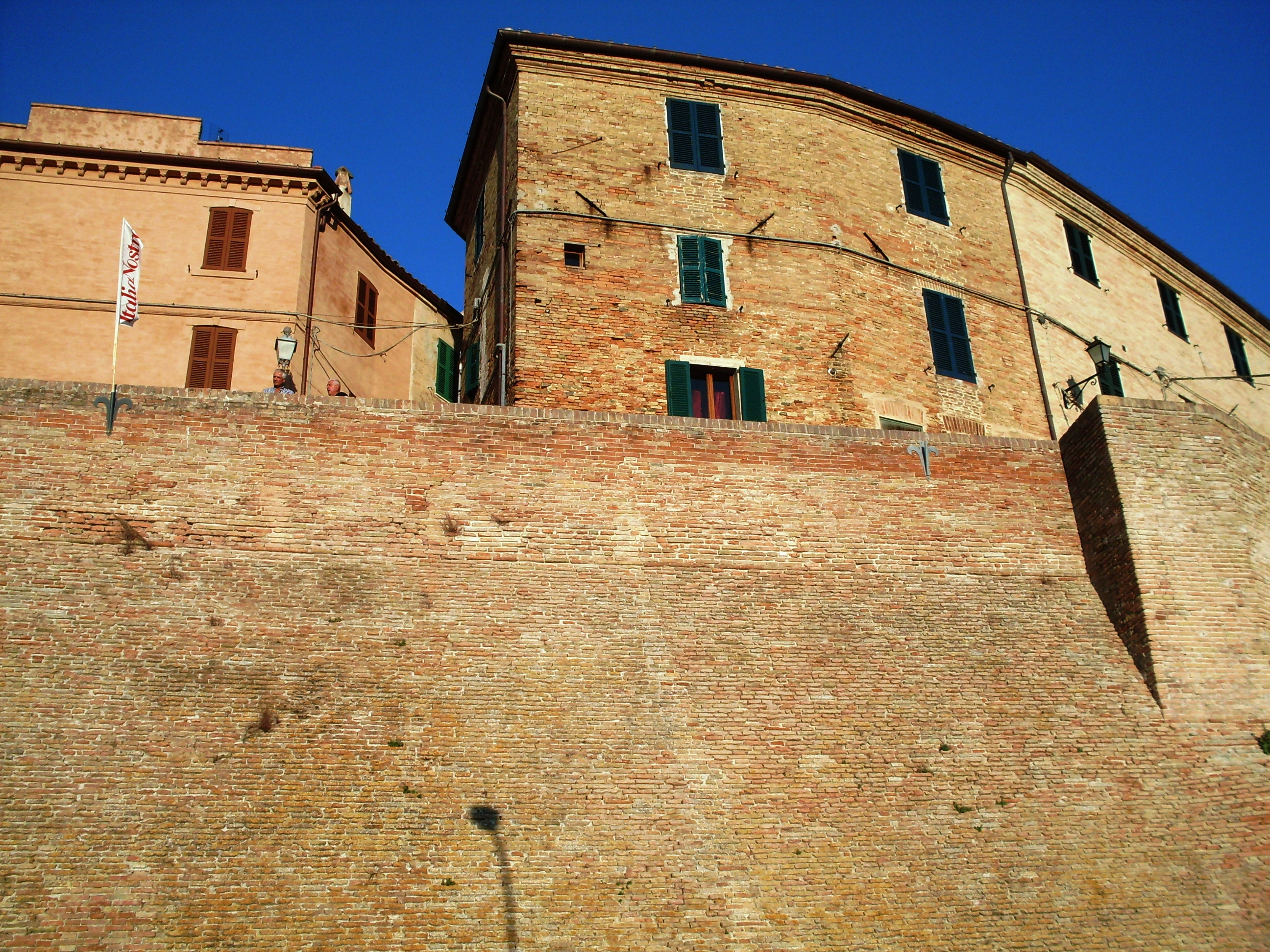